# 埃爾斯頓 (密蘇里州)
埃爾斯頓（英語：Elston）是位於美國密蘇里州科爾縣的非建制地區。

## 歷史
埃爾斯頓的郵局於1858年設立，其後於1972年停運。

## 地理
埃爾斯頓所處的海拔為高於海平面212米（即696英呎），而該地所採用的時區為UTC-6，即北美中部時區（CST）。同時該地設有夏令時間，為UTC-6調快一小時，即UTC-5（CDT）。